# Фільмоскоп

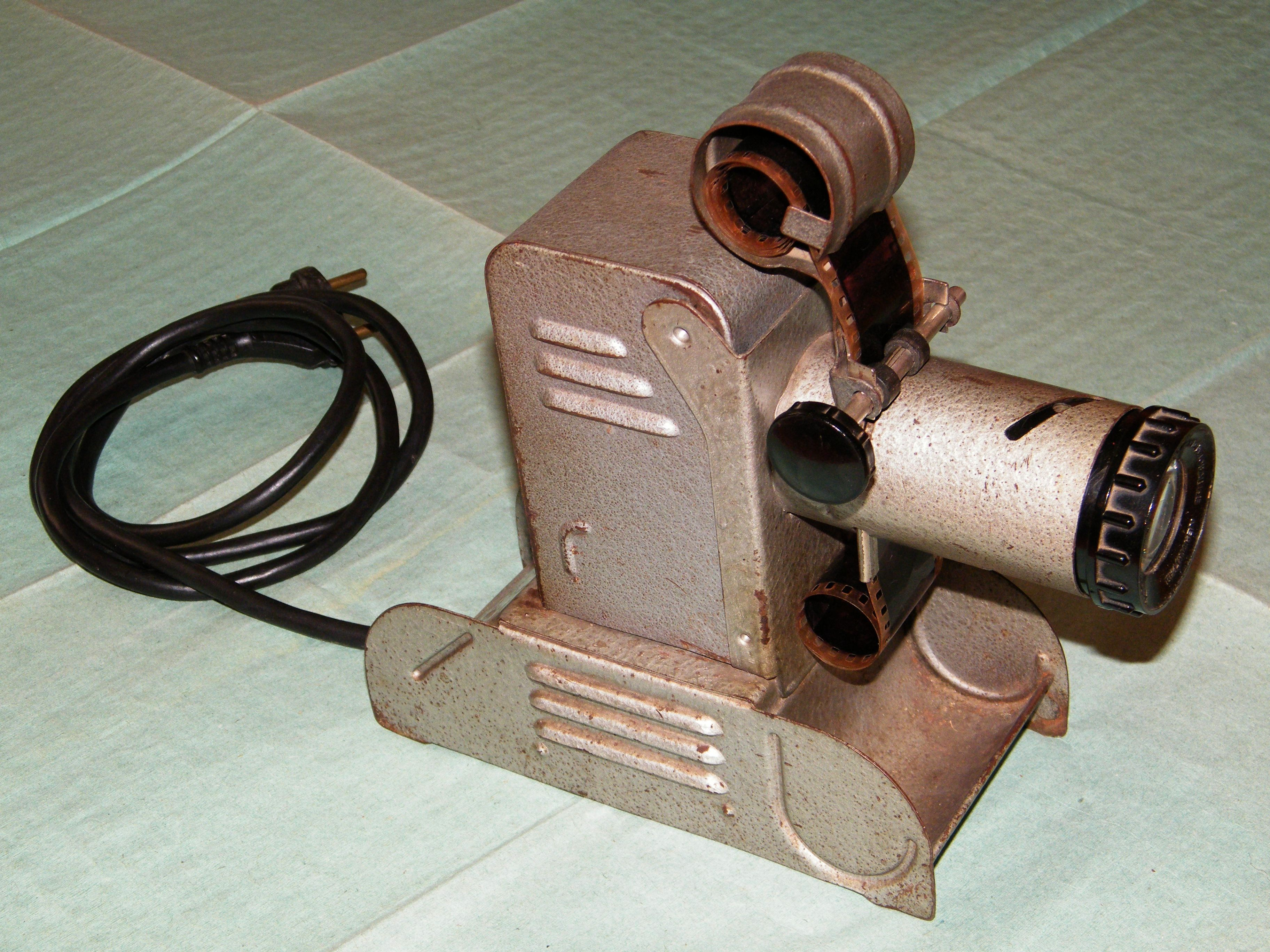
Дитячий фільмоскоп «Ф-49»
СРСР, 1960-ті роки.

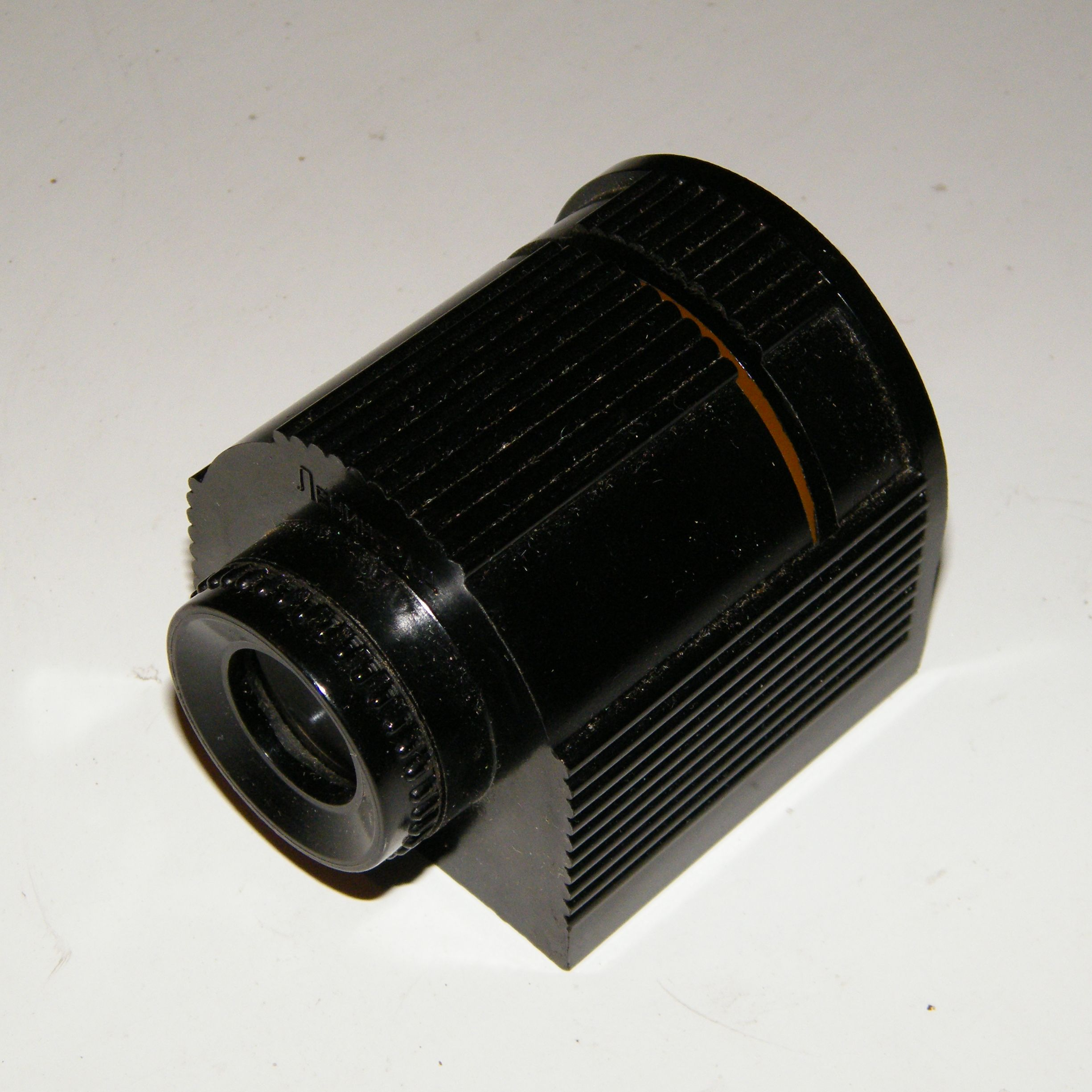
Фільмоскоп «Ленінград»
СРСР, 1979 рік.

Фільмоскоп — різновид діапроєктора, призначеного для демонстрації тільки діафільмів з розміром кадру 18 × 24 мм. Зменшений розмір кадру дозволяв зменшити розміри лінз, застосовувався найпростіший пластмасовий однолінзовий об'єктив, що призводило до зниження ціни. Фільмоскопи призначалися переважно для дітей, замість дорогої проєкційної лампи застосовувалася автомобільна або мотоциклетна (на 12 або 6 вольт) потужністю 15 — 25 ват. Живилася лампа від понижуючого трансформатора (також з метою більшої безпеки). Вартість фільмоскопу не перевищувала 15 радянських карбованців, що призвело до їх широкого поширення в СРСР.

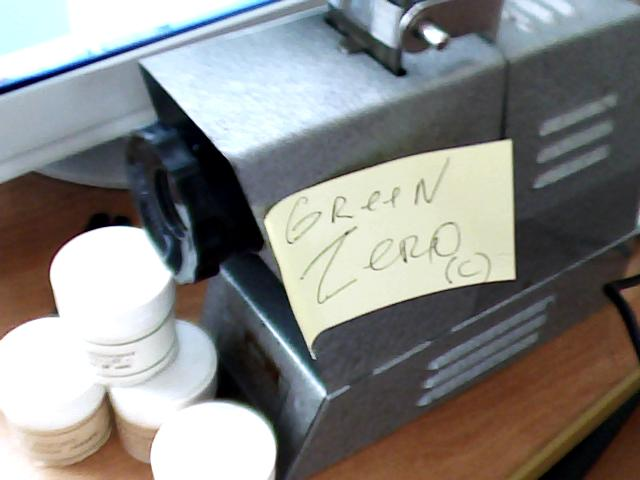
Радянський фільмоскоп "Огоньок".
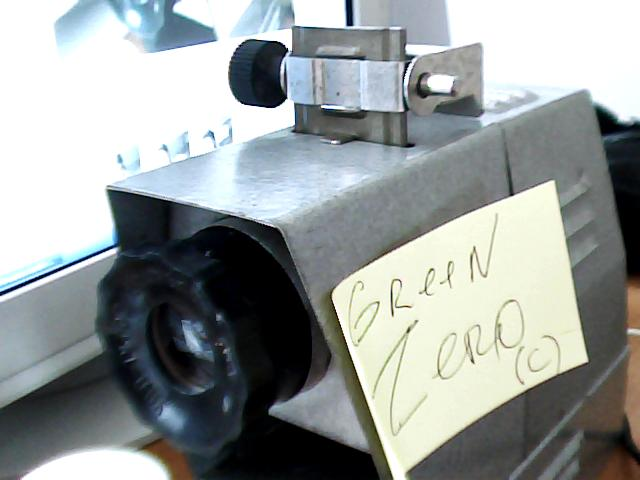
Радянський фільмоскоп "Огоньок".
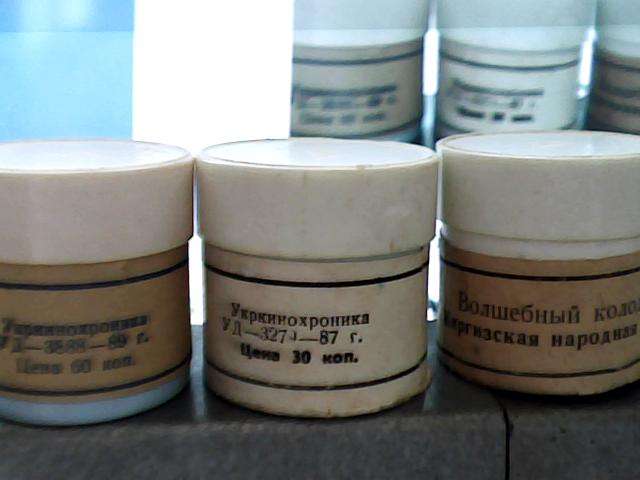
Плівка для фільмоскопу.